# Villevieille
Villevieille är en kommun i departementet Gard i regionen Occitanien i södra Frankrike. Kommunen ligger i kantonen Sommières som tillhör arrondissementet Nîmes. År 2022 hade Villevieille 1 874 invånare.

## Befolkningsutveckling
Antalet invånare i kommunen Villevieille
Referens:INSEE